# Inrikesministerium
Inrikesministerium eller Inrikesdepartement är ett ministerium (regeringsdepartement) som vanligtvis ansvarar för polisväsendet, säkerhet, allmän ordning, civilt försvar, migrationsfrågor och kontakter med de regionala och lokala nivåerna. Ministeriet leds av en inrikesminister och bistås i detta av en tjänsteman som vanligtvis är politiskt tillsatt och i flera länder innehar titeln statssekreterare. I till exempel Ryssland, Tyskland, Storbritannien och Frankrike är inrikesministeriet ett av de större och mer prestigefyllda ministerierna. I USA finns det dels inrikesdepartementet, som förvaltar allmän mark och ansvarar för miljövård, bevarandet av viktiga naturtillgångar samt frågor om USA:s ursprungsbefolkning, och dels inrikessäkerhetsdepartement som ansvarar för mer traditionella inrikesdepartementala frågor såsom säkerhet- och polisfrågor. I många länder inom brittiska samväldet benämns inrikesministeriet Ministry/Department of Home Affairs eller motsvarande. I Schweiz har inrikesministeriet hand om frågor rörande pensioner, socialförsäkringar, familjepolitik, forskning, kultur, utbildning, hälsofrågor, livsmedel, jämställdhet, statistik, riksarkivet, och meteorologi.  
I såväl Danmark som Norge och Sverige ansvarar justitiedepartementen för säkerhets- och polisfrågor. Det svenska Inrikesdepartementet existerade 1947-1973 samt 1996-1998.
|                |                                                                                        |          |                                                                                         |                                       |  |  |
| Australien     | Department of Home Affairs                                                             |          | Minister for Home Affairs                                                               |                                       |  |  |
| Belgien        | Service public fédéral Intérieur                                                       | IBZ      | Ministre fédéral de la Sécurité et de l'Intérieur                                       |                                       |  |  |
| Danmark        | Økonomi- og Indenrigsministeriet                                                       |          | Økonomi- og indenrigsminister                                                           |                                       |  |  |
| Filippinerna   | Department of Interior and Local Government Kagawaran ng Interyor at Pamahalaang Lokal | DILG     | Secretary of the Interior and Local Government Kalihim ng Interyor at Pamahalaang Lokal | DILG-NAPOLCOM Center                  |  |  |
| Finland        | Inrikesministeriet                                                                     | IM       | Inrikesminister                                                                         |                                       |  |  |
| Frankrike      | Ministère de l'intérieur, de l'outre-mer et des collectivités territoriales            |          | Ministre de l'intérieur, de l'outre-mer et des collectivités territoriales              | Hôtel de Beauvau                      |  |  |
| Italien        | Ministero dell'Interno                                                                 |          | Ministro dell'Interno                                                                   | Palazzo del Viminale                  |  |  |
| Japan          | 総務省 (Sōmu-shō)                                                                      |          | 総務大臣 (Sōmu Daijin)                                                                  |                                       |  |  |
| Kanada         | Department of Public Safety and Emergency Preparedness                                 |          | Minister of Public Safety and Emergency Preparedness                                    |                                       |  |  |
| Malaysia       | Kementerian Dalam Negeri Ministry of Home Affairs                                      | KDN MHA  | Menteri Dalam Negeri                                                                    |                                       |  |  |
| Mexiko         | Secretaría de Gobernación                                                              | SEGOB    | Secretaria de Gobernación                                                               |                                       |  |  |
| Nederländerna  | Ministerie van Binnenlandse Zaken en Koninkrijksrelaties                               | BZK      | Minister van Binnenlandse Zaken en Koninkrijksrelaties                                  |                                       |  |  |
| Nya Zeeland    | Department of Internal Affairs Te Tari Taiwhenua                                       | DIA      | Minister of Internal Affairs                                                            |                                       |  |  |
| Peru           | Ministerio del Interior                                                                | MININTER | Ministro del Interior                                                                   | Plaza Treinta de Agosto               |  |  |
| Schweiz        | Eidgenössisches Departement des Innern/ Département fédéral de l'intérieur             | EDI/ DFI | Bundesrat/ Le conseiller fédéral                                                        |                                       |  |  |
| Singapore      | Ministry of Home Affairs                                                               | MHA      | Minister for Home Affairs                                                               | New Phoenix Park                      |  |  |
| Spanien        | Ministerio del Interior                                                                | MIR      | Ministro del Interior                                                                   |                                       |  |  |
| Storbritannien | Home Office                                                                            |          | Home Secretary                                                                          | 2 Marsham Street                      |  |  |
| Tyskland       | Bundesministerium des Innern                                                           | BMI      | Bundesminister des Innern                                                               |                                       |  |  |
| USA            | Department of Homeland Security Department of the Interior                             | DHS DOI  | Secretary of Homeland Security Secretary of the Interior                                | Nebraska Avenue Complex 1849 C Street |  |  |